# Edward W. Carmack

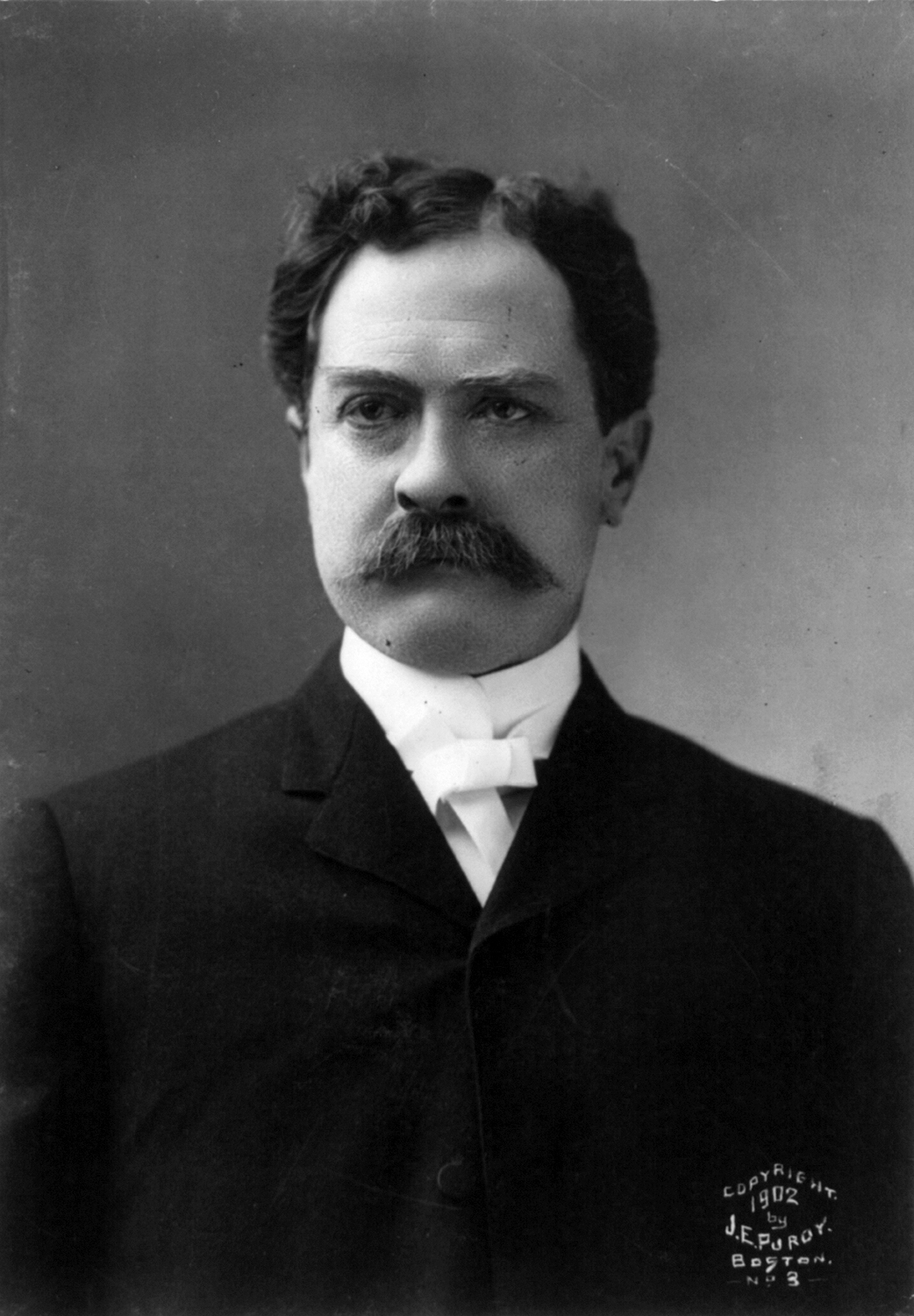
Edward W. Carmack

Edward Ward Carmack, född 5 november 1858 i Sumner County, Tennessee, död 8 november 1908 i Nashville, Tennessee, var en amerikansk journalist och demokratisk politiker. Carmack representerade delstaten Tennessee i båda kamrarna av USA:s kongress. Efter den politiska karriären återvände han till sin journalistiska karriär. Han blev ihjälskjuten på öppen gata i Nashville av sonen till en överste som hade blivit provocerad av hans ledare i tidningen Nashville Tennessean.

## Tidig karriär
Carmack studerade juridik och inledde 1879 sin karriär som advokat i Columbia, Tennessee. Han blev 1888 reporter för Nashville Democrat. Tidningen slogs sedan samman med Nashville American och verksamheten fortsatte under det namnet med Carmack som chefredaktör.

## Politisk karriär
Carmack var ledamot av USA:s representanthus 1897-1901 och ledamot av USA:s senat 1901-1907. I senaten ingick han i ett utskott ledd av Henry Cabot Lodge som undersökte amerikanska krigsförbrytelser i Filippinerna. Undersökningen initierades av antiimperialisten George Frisbie Hoar. Carmack var en av utskottets sex antiimperialistiska senatorer. Ordföranden Lodge företrädde utskottets majoritet av sju senatorer, vilka kallades imperialister, eftersom de försvarade USA:s ockupation av Filippinerna. Utskottet producerade en rapport på 3 000 sidor.
Efter åren i USA:s kongress bestämde sig Carmack för ännu en politisk kampanj. Han kandiderade till guvernör i Tennessee. Han utmanade ämbetsinnehavaren Malcolm R. Patterson i demokraternas primärval 1908. Den hetaste politiska frågan i Tennessee var alkoholförbud. I ingen av sina tidigare politiska kampanjer hade Carmack förespråkat ett totalförbud men han hade ändrat åsikt och fick starkt stöd från nykterhetsvännerna mot Patterson som var emot ett förbud. Patterson vann primärvalet och omvaldes sedan till en andra mandatperiod som guvernör.

## Ihjälskjuten i Nashville
Carmack blev sedan redaktör för tidningen Nashville Tennessean som förespråkade alkoholförbud. Han blev indragen i en bitter fejd med översten Duncan Cooper. Översten hade tidigare varit vän med Carmack och en av Pattersons motståndare. I och med att Carmack ändrade sin åsikt i alkoholfrågan, bröts vänskapen och Cooper blev en av guvernörens viktigaste anhängare och medarbetare. Carmack angrep Cooper hårt i sina ledare i Nashville Tennessean. Cooper hade varnat Carmack för konsekvenserna om de journalistiska angreppen inte upphör. En dag kom Cooper med sin son Robin emot Carmack på gatan. Den äldre Cooper fångade Carmacks uppmärksamhet genom att ropa på honom. Carmack drog fram sitt vapen först och träffade den yngre Cooper två gånger. Robin Cooper svarade med tre skott och dödade Carmack.
I den första rättegången fälldes både fadern och sonen Cooper för mord. De överklagade och Tennessees högsta domstol kom sedan fram till att Robin Cooper hade skjutit i självförsvar. Duncan Cooper däremot fälldes för mord trots att han inte hade skjutit ett enda skott, eftersom han ansågs ha provocerat incidenten. Guvernör Patterson benådade honom inom en timme att domen hade tillkännagivits.